# Феней (Ирландия)
Феней (англ. Fenagh; ирл. Fíonach) — деревня в Ирландии, находится в графстве Литрим (провинция Коннахт).
В 1094 году эта местность была ареной битвы Фиднаха (battle of Fidhnacha).
Местная железнодорожная станция была открыта 24 октября 1887 года и закрыта 1 апреля 1959 года.